# Fábio Baiano
Fábio da Silva Moraes, meglio noto come Fábio Baiano (Feira de Santana, 22 aprile 1975), è un ex calciatore brasiliano, di ruolo centrocampista.

## Carriera
Ha giocato nella massima serie brasiliana.

## Palmarès

### Club

#### Competizioni nazionali
- Campionato brasiliano: 1

Flamengo: 1992
- Coppa del Brasile: 1

Gremio: 2001

#### Competizioni statali
- Campionato Carioca: 3

Flamengo: 1996, 1999, 2004
- Taça Guanabara: 4

Flamengo: 1995, 1996, 1999, 2004
- Taça Rio: 1

Flamengo: 1996
- Campionato Baiano: 1

Bahia: 1998
- Campionato Gaúcho: 1

Gremio: 2001
- Campionato paulista: 1

São Caetano: 2004
- Campionato Brasiliense: 1

Brasiliense: 2008

#### Competizioni internazionali
- Copa de Oro: 1

Flamengo: 1996
- Coppa Mercosur: 1

Flamengo: 1999